# Gran Premio del Belgio 1970
Il Gran Premio del Belgio 1970, XXIX Grote Prijs van Belgie, e quarta gara del campionato di Formula 1 del 1970, si è disputato il 7 giugno sul Circuito di Spa-Francorchamps.

## Resoconto

### Pre-gara
Il Gran Premio si tenne a soli tre giorni dalla morte di Bruce McLaren durante un collaudo a Goodwood dell'ultimo modello approntato per la Can-Am e si respira un'aria triste tra i box.
Tra le squadre meno accreditate per la vittoria c'è la BRM, che con la sua P153 sta lottando con quella che si è subito mostrata una macchina difficile da guidare, con il suo potente V12 che non è guidabile come il Cosworth DFV che domina la scena in quegli anni. In accelerazione eroga la sua enorme potenza in maniera brutale ed il telaio non si dimostra capace di gestirla.
Con quell'auto Pedro Rodríguez riuscì comunque a ottenere il sesto tempo, alle spalle di Jackie Stewart, Jochen Rindt, Chris Amon, Jacky Ickx e Jack Brabham. Il messicano teme per la fragilità della sua vettura, specialmente per il selettore del cambio, ma il mattino della gara durante le prove libere capisce che l'unica strategia pagante è attaccare nel tratto rettilineo del circuito, dove può far valere la maggiore sua velocità di punta e farlo fin dai primi giri.

### La gara
Dopo aver bruciato alla partenza Brabham e Ickx, Rodríguez parte subito all'attacco e nei primi cinque giri sorpassa uno dopo l'altro Rindt, Stewart e Amon, ma la gara si disputa su 28 giri e la precaria affidabilità della P153 potrebbe mandare tutto in fumo. Quando sta per cominciare l'ultimo giro Pedro Rodriguez è ancora in testa alla gara, ma alla curva "La Source" vede negli specchietti il musetto rosso della March di Amon, che aveva appena abbassato il tempo della “pole” di Stewart pur di raggiungerlo. Capisce che ha perduto terreno e dovrà lottare per tutti i 14 km dell'ultimo giro per mantenere la sua posizione. Il neozelandese ha un distacco di circa un secondo e tallona la BRM: nel punto più veloce del tracciato, sul rettilineo che porta alla curva di "Stavelot" decide di uscire dalla scia, ma nulla può contro la maggiore potenza del motore dell'avversario. Amon tenta un ultimo attacco, senza troppe velleità, quando raggiungono La Source per l'ultima volta, ma non va a segno e il messicano passa per primo sotto la bandiera a scacchi vincendo il Gran Premio a una media di oltre 241 km/h, la più alta di sempre. 
Il promettente pilota romano Ignazio Giunti conclude la gara d'esordio in Formula 1 al 4° posto, ottenendo i primi tre punti iridati. Questo piazzamento nella prima gara iridata, per un pilota italiano, rimarrà ineguagliato fino al Gran Premio d'Australia 2025, con Andrea Kimi Antonelli proprio quarto al traguardo.

## Qualifiche
| Pos | No | Pilota               | Costruttore    | Squadra                           | Tempo  | Gap   |
| --- | -- | -------------------- | -------------- | --------------------------------- | ------ | ----- |
| 1   | 11 | Jackie Stewart       | March-Ford     | Tyrrell Racing Organisation       | 3:28.0 |       |
| 2   | 20 | Jochen Rindt         | Lotus-Ford     | Gold Leaf Team Lotus              | 3:30.1 | +2.1  |
| 3   | 10 | Chris Amon           | March-Ford     | March Engineering                 | 3:30.3 | +2.3  |
| 4   | 27 | Jacky Ickx           | Ferrari        | Scuderia Ferrari SpA SEFAC        | 3:30.7 | +2.7  |
| 5   | 18 | Jack Brabham         | Brabham-Ford   | Motor Racing Developments Ltd     | 3:31.5 | +3.5  |
| 6   | 1  | Pedro Rodríguez      | BRM            | Yardley Team BRM                  | 3:31.6 | +3.6  |
| 7   | 19 | Rolf Stommelen       | Brabham-Ford   | Auto Motor Und Sport              | 3:32.0 | +4.0  |
| 8   | 28 | Ignazio Giunti       | Ferrari        | Scuderia Ferrari SpA SEFAC        | 3:32.4 | +4.4  |
| 9   | 14 | Ronnie Peterson      | March-Ford     | Antique Automobiles Racing Team   | 3:32.8 | +4.8  |
| 10  | 9  | Jo Siffert           | March-Ford     | March Engineering                 | 3:32.9 | +4.9  |
| 11  | 25 | Jean-Pierre Beltoise | Matra          | Equipe Matra Elf                  | 3:32.9 | +4.9  |
| 12  | 7  | Piers Courage        | De Tomaso-Ford | Frank Williams Racing Cars        | 3:33.0 | +5.0  |
| 13  | 21 | John Miles           | Lotus-Ford     | Gold Leaf Team Lotus              | 3:33.8 | +5.8  |
| 14  | 2  | Jackie Oliver        | BRM            | Yardley Team BRM                  | 3:34.2 | +6.2  |
| 15  | 8  | Derek Bell           | Brabham-Ford   | Tom Wheatcroft Racing             | 3:36.2 | +8.2  |
| 16  | 23 | Graham Hill          | Lotus-Ford     | Brooke Bond Oxo Racing/Rob Walker | 3:37.0 | +9.0  |
| 17  | 26 | Henri Pescarolo      | Matra          | Equipe Matra Elf                  | 3:37.1 | +9.1  |
| DNQ | 22 | Alex Soler-Roig      | Lotus-Ford     | World Wide Racing                 | 3:52.7 | +24.7 |

## Gara
| Pos | No | Pilota               | Costruttore    | Giri | Tempo/Ritiro        | Pos. Griglia | Punti |
| --- | -- | -------------------- | -------------- | ---- | ------------------- | ------------ | ----- |
| 1   | 1  | Pedro Rodríguez      | BRM            | 28   | 1:38:10.1           | 6            | 9     |
| 2   | 10 | Chris Amon           | March-Ford     | 28   | + 1.1               | 3            | 6     |
| 3   | 25 | Jean-Pierre Beltoise | Matra          | 28   | + 1:43.7            | 11           | 4     |
| 4   | 28 | Ignazio Giunti       | Ferrari        | 28   | + 2:38.5            | 8            | 3     |
| 5   | 19 | Rolf Stommelen       | Brabham-Ford   | 28   | + 3:31.8            | 7            | 2     |
| 6   | 26 | Henri Pescarolo      | Matra          | 27   | Probl. Elettrici    | 17           | 1     |
| 7   | 9  | Jo Siffert           | March-Ford     | 26   | Pressione dell'olio | 10           |       |
| 8   | 27 | Jacky Ickx           | Ferrari        | 26   | + 2 Giri            | 4            |       |
| NC  | 14 | Ronnie Peterson      | March-Ford     | 20   | Non Classificato    | 9            |       |
| Ret | 18 | Jack Brabham         | Brabham-Ford   | 19   | Frizione            | 5            |       |
| Ret | 23 | Graham Hill          | Lotus-Ford     | 19   | Motore              | 16           |       |
| Ret | 11 | Jackie Stewart       | March-Ford     | 14   | Motore              | 1            |       |
| Ret | 21 | John Miles           | Lotus-Ford     | 13   | Cambio              | 13           |       |
| Ret | 20 | Jochen Rindt         | Lotus-Ford     | 10   | Motore              | 2            |       |
| Ret | 2  | Jackie Oliver        | BRM            | 7    | Motore              | 14           |       |
| Ret | 7  | Piers Courage        | De Tomaso-Ford | 4    | Pressione dell'olio | 12           |       |
| Ret | 8  | Derek Bell           | Brabham-Ford   | 1    | Cambio              | 15           |       |

## Statistiche
Piloti
- 2ª e ultima vittoria per Pedro Rodríguez
- 1º giro più veloce per Chris Amon
- 1º Gran Premio per Ignazio Giunti

Costruttori
- 14° vittoria per la BRM
- 1º giro più veloce per la March

Motori
- 15ª vittoria per il motore BRM

Giri al comando
- Chris Amon (1, 3-4)
- Jackie Stewart (2)
- Pedro Rodríguez (5-28)

## Classifiche

### Piloti
| Pos. | Pilota               | Punti |
| ---- | -------------------- | ----- |
| 1    | Jack Brabham         | 15    |
| 2    | Jackie Stewart       | 13    |
| 3    | Pedro Rodríguez      | 10    |
| 4    | Jochen Rindt         | 9     |
| 5    | Denny Hulme          | 9     |
| 6    | Jean-Pierre Beltoise | 7     |
| 7    | Bruce McLaren        | 6     |
| 8    | Chris Amon           | 6     |
| 9    | Graham Hill          | 6     |
| 10   | Henri Pescarolo      | 5     |
| 11   | Mario Andretti       | 4     |
| 12   | Ignazio Giunti       | 3     |
| 13   | John Miles           | 2     |
| 14   | Johnny Servoz-Gavin  | 2     |
| 15   | Rolf Stommelen       | 2     |

### Costruttori
| Pos. | Team         | Punti |
| ---- | ------------ | ----- |
| 1    | March-Ford   | 19    |
| 2    | Brabham-Ford | 17    |
| 3    | McLaren-Ford | 15    |
| 4    | Lotus-Ford   | 14    |
| 5    | Matra        | 11    |
| 6    | BRM          | 10    |
| 7    | Ferrari      | 3     |